# La Vergenne
La Vergenne é uma comuna francesa na região administrativa de Borgonha-Franco-Condado, no departamento de Alto Sona. Estende-se por uma área de 2,95 km². Em 2010 a comuna tinha 116 habitantes (densidade: 39,3 hab./km²).